# Двубърнена съгласна
Билабиална (двуустнена/двубърнена) съгласна представлява съгласен звук, чието учленение става посредством устните (лат. labia). При образуването участват и двете устни. Международната фонетична азбука отрежда следните символи за познатите двубърнени съгласни:
- /p/ беззвучна двубърнена преградна съгласна;
- /b/ звучна двубърнена преградна съгласна;
- /m/ двубърнена носова съгласна;
- /ʙ/ двубърнена трептяща съгласна;
- /ɸ/ беззвучна двубърнена проходна съгласна;
- /β/ звучна двубърнена проходна съгласна;
- /β̞/ звучна двубърнена приблизителна съгласна;
- /pʼ/ беззвучна двубърнена преградна изтласкваща съгласна;
- /ɸʼ/ беззвучна двубърнена проходна изтласкваща съгласна;
- /ɓ/ звучна двубърнена преградна имплозивна съгласна;
- /p͡ɸ/ беззвучна двубърнена преградно-проходна съгласна;
- /b͡β/ звучна двубърнена преградно-проходна съгласна;
- /ʘ/ двубърнена щракаща съгласна.